# Frank Gehry
Frank Owen Gehry, all'anagrafe Frank Owen Goldberg (Toronto, 28 febbraio 1929), è un architetto canadese naturalizzato statunitense.
Noto per il suo approccio scultoreo e organico alla progettazione, è tra gli apripista della corrente decostruttivista, oltre ad essere uno tra i più influenti architetti sulla scena internazionale. Vive e lavora negli Stati Uniti.

## Biografia

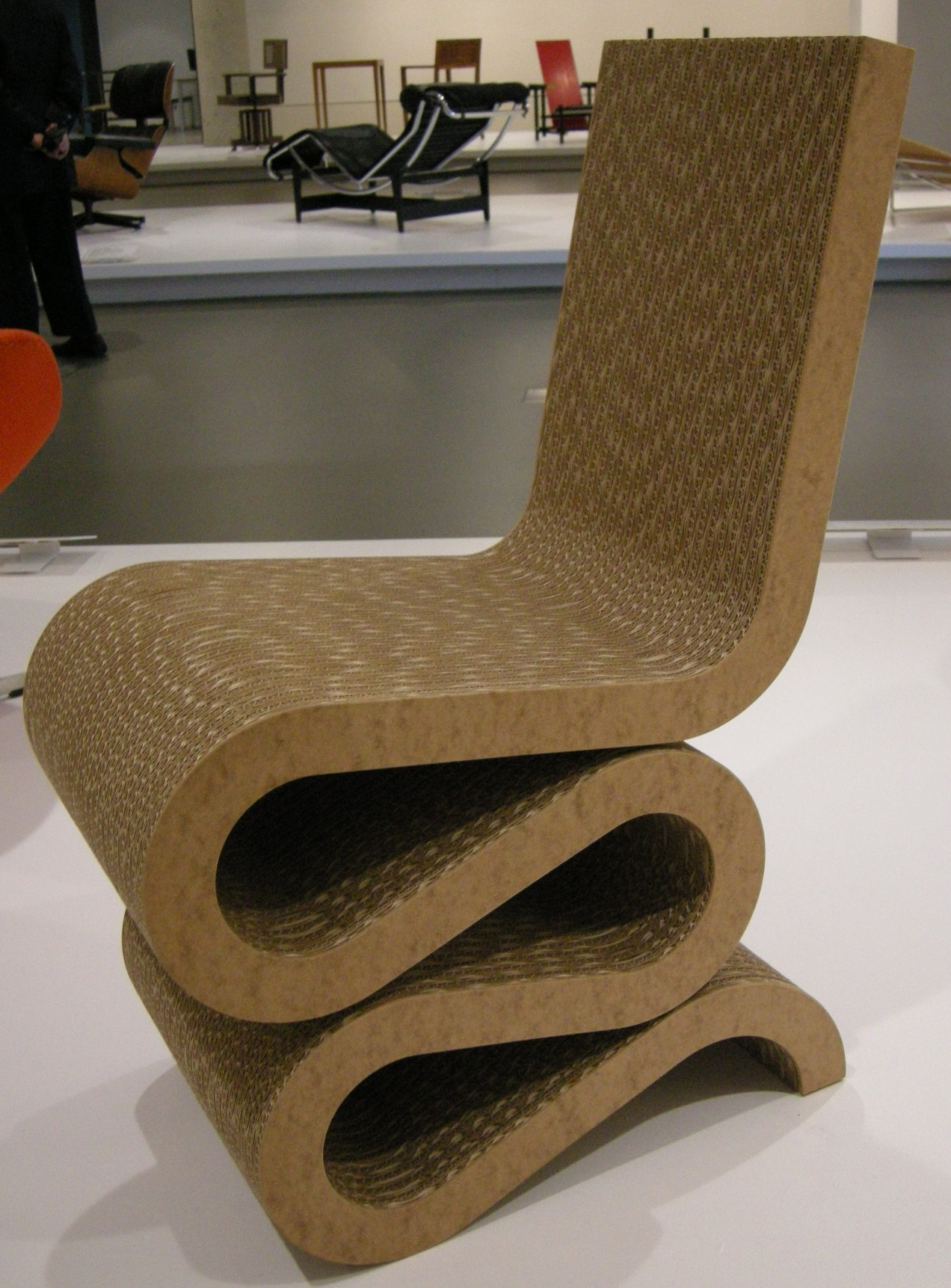
La Wiggle side chair disegnata per Vitra

Frank Owen Gehry nasce con il nome di Ephraim Goldberg a Toronto, Canada, nel 1929, da una famiglia di ebrei polacchi, Sadie Thelma Kaplanski e Irving Goldberg. Nel 1947 si trasferisce con la famiglia a Los Angeles, dove, nel 1954, si laurea in architettura alla University of Southern California. Nello stesso anno cambia il suo cognome originario (Goldberg) in Gehry (fece ciò a causa delle discriminazioni che aveva ricevuto in Canada siccome ebreo, e non voleva che anche la figlia ne soffrisse). Dal 1956-57 frequenta i corsi di specializzazione in pianificazione urbanistica tenuti alla Harvard Graduate School of Design, nel Massachusetts.
Tra il 1957 e il 1958 lavora presso lo studio "Welton Becket & Associates", mentre dal 1958 al 1961 lavora presso lo studio Victor Gruen Associates di Los Angeles. Successivamente, nel 1961, si trasferisce a Parigi con la sua famiglia, dove lavora nello studio di André Remondet. Durante l'anno in cui visse in Europa studiò i lavori di Le Corbusier e Balthasar Neumann e fu attirato dalle chiese romaniche francesi. Tornato a Los Angeles, nel 1962 apre il suo studio professionale di architettura Frank O. Gehry and Associates a Santa Monica.
Nel 1972 viene nominato assistant professor alla University of Southern California mentre nel 1974 viene nominato membro del College of Fellows dell'American Institute of Architecture. Tra 1967 e 1969 è stato visiting critic alla University of California, dal 1978 è lecturer e visiting critic alla Cooper Union di New York e alla University of Texas e dal 1980 è visiting critic alla Harvard Graduate School of Design.
Nel 1980 è uno degli architetti chiamati da Paolo Portoghesi alla Biennale di Venezia per partecipare all'installazione "Strada Novissima", che diverrà manifesto dell'Architettura postmoderna. Nel 1987 viene eletto membro dell'American Academy of Arts and Letters a Roma e dal 1988 è professore alla Yale University.
Su di lui Sydney Pollack ha girato il film documentario Frank Gehry - Creatore di sogni (Sketches of Frank Gehry), con 83 minuti interamente dedicati al celebre architetto e alle sue opere. Dal film emerge chiaramente il suo approccio progettuale, influenzato dalla scultura (e dalla psicoanalisi).

## Opere costruite

### La casa dell'autore

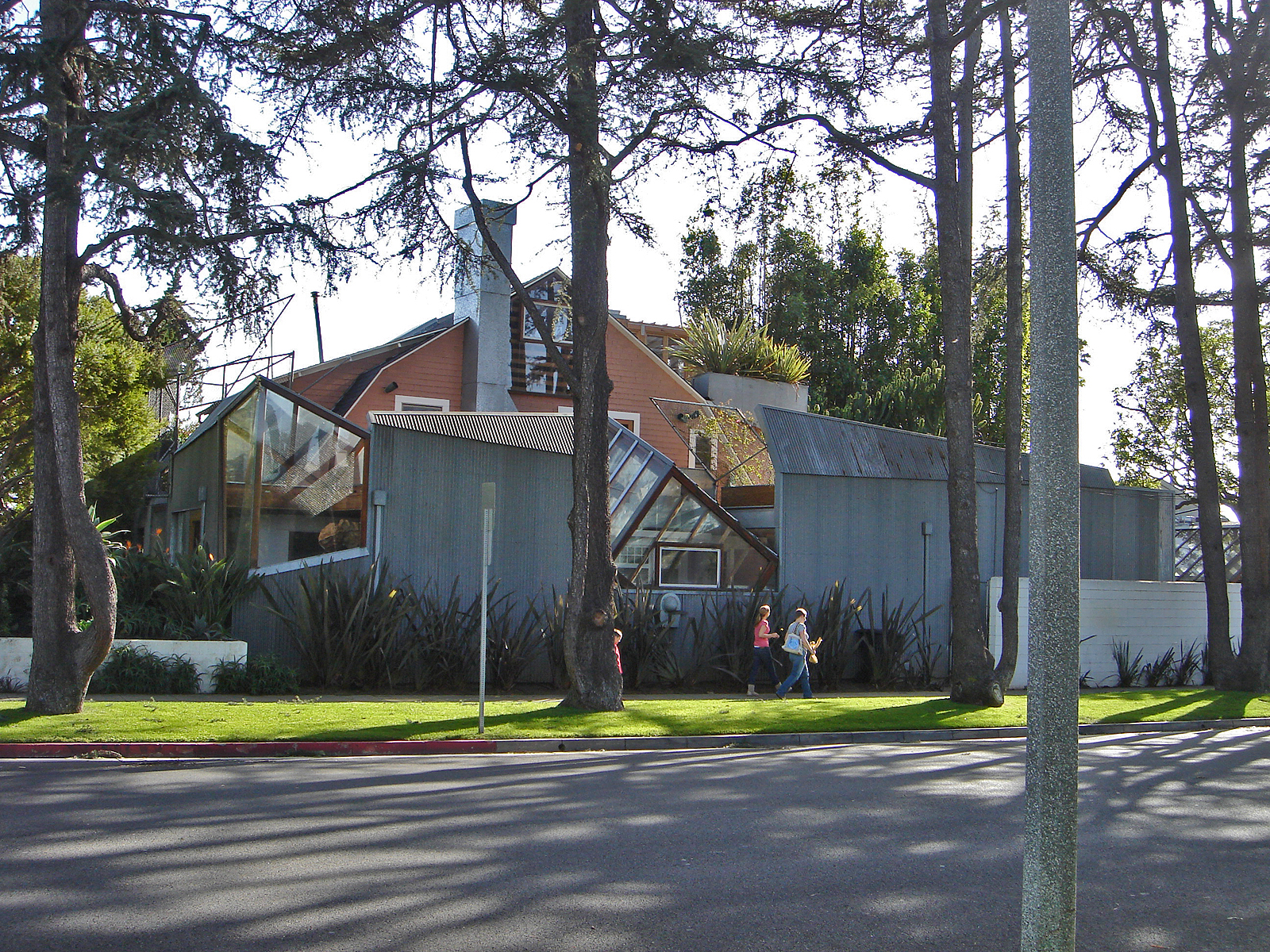
La casa di Frank Gehry a Santa Monica

Si tratta della casa che ristruttura per sé a Santa Monica tra 1977-1978 e 1991-1994. L'architetto, in questo caso, circonda l'edificio preesistente con una nuova struttura, creata attraverso materiali poveri e di recupero. Senza distruggere la vecchia struttura, vengono creati nuovi spazi e nuove aperture, che sembrano quasi sculture policromatiche, che si inclinano seguendo i raggi solari. Da quest'opera emergono tutte le caratteristiche dei primi progetti, nei quali sperimenta, servendosi di componenti industriali, come pannelli solari, lamine ondulate, legno compensato e lastre di amianto, a cui si aggiungono elementi che derivano dal paesaggio metropolitano, come reti metalliche, lastre in vetro e pannelli in legno. Altra caratteristica dei suoi progetti, che emerge per la prima volta, ma che lo seguirà fino ad oggi è la fusione dall'architettura con le altre discipline come pittura, ma soprattutto scultura.

### La Loyola Law School
Il complesso della Loyola Law School, costruito tra 1981 e 1984, la cui progettazione, però, era stata eseguita nel 1978 è composto da più edifici affiancati che ne denunciano le fasi di costruzione e la diversa natura. Il primo edificio si affianca a un parcheggio multipiano, a cui seguono poi altri complessi dedicati alla didattica, gli uffici, la cappella corredata anche da un campanile, la Donovan Hall, la Merrifield Hall e la Casassa Building, destinata alla biblioteca. Come richiesto dalla committenza, l'insieme di questi edifici crea un campus che si affaccia su uno spiazzo centrale su cui insistono gli edifici che si richiamano alcuni ai complessi delle acropoli, mentre altri, invece, usano uno stile romanico semplificato. Queste costruzioni sono rivestite di intonaco giallo, arancione, legno, metallo e cemento.

### Il museo Guggenheim

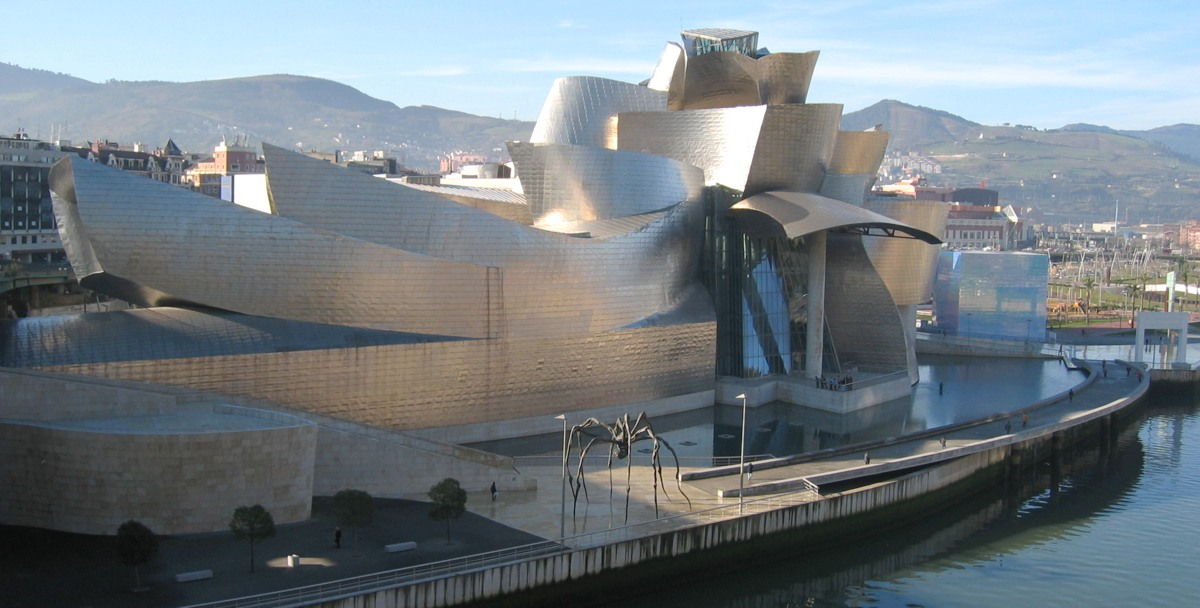
Frank Owen Gehry, Guggenheim Museum Bilbao, 1991-1997. Bilbao, Spagna.

Il Guggenheim di Bilbao è il progetto che ha portato Frank Gehry alla popolarità internazionale grazie alle sue forme nuove e allo splendore dato dal rivestimento in titanio, che è riuscito a conquistare l'apprezzamento di un vasto pubblico ed a costituire la principale attrattiva per il turismo internazionale nella provincia basca.
La progettazione e la realizzazione di una struttura così complessa è stata resa possibile grazie all'utilizzo dei più moderni software di progettazione e di calcolo (il programma usato è lo stesso che viene adoperato in Francia per la progettazione degli aerei militari).
L'edificio, considerato oggi uno dei capolavori mondiali dell'architettura contemporanea, si inserisce in un vasto piano di organizzazione e rivitalizzazione della città basca, teso a creare un nuovo centro economico e un nuovo polo di interesse turistico e culturale.

### Il Walt Disney Concert Hall

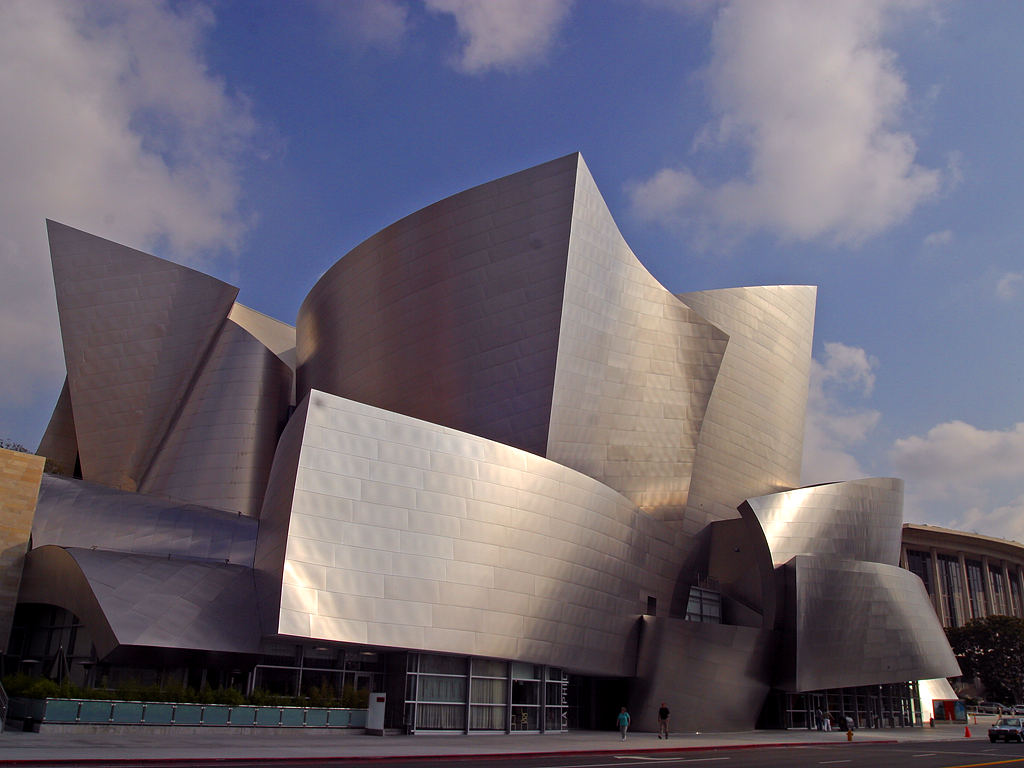
Frank Owen Gehry, Walt Disney Concert Hall, Los Angeles.

Il Walt Disney Concert Hall è situato a Los Angeles, su Bunker Hill ed è stato inaugurato nell'Ottobre 2003. Esso è un edificio destinato alla Los Angeles Philharmonic Orchestra. L'edificio è collocato all'interno della maglia regolare di Los Angeles, ma subito la rompe ponendo gli ingressi sui quattro angoli, invece che sugli assi principali del lotto; ogni ingresso è differenziato dall'altro sia per forma che per funzione: a nord ovest, la Sala Soci Fondatori; a sud est, la Cascada; a sud ovest, il giardino musicisti; a nord est, l'ingresso principale foyer. Da qui traspare la poetica architettonica di Gehry che affianca elementi compiuti dell'edificio progettati separatamente e pensati per poter vivere da soli sia funzionalmente che staticamente.

## Nella cultura di massa
Nel 2005, inoltre, Frank Owen Gehry è apparso nella quattordicesima puntata della sedicesima stagione della serie animata I Simpson (dal titolo The Seven-Beer Snitch), doppiando sé stesso. Nell'episodio, Gehry progetta e realizza il teatro d'opera di Springfield su richiesta di Marge Simpson; teatro che successivamente, a causa del disinteresse verso l'opera degli abitanti della città, viene trasformato in un carcere di massima sicurezza.

## Opere

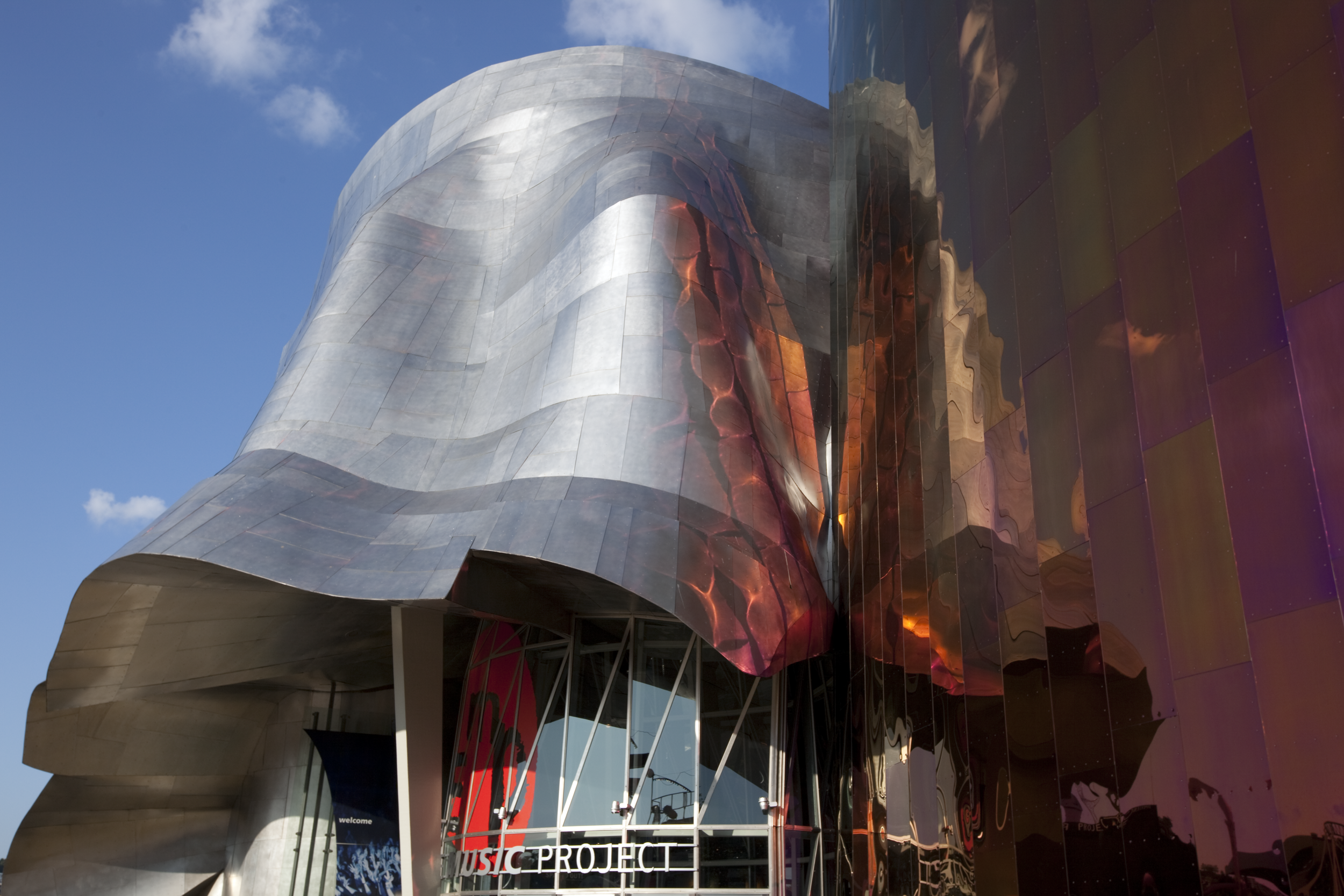
Experience Music Project and Science Fiction Museum and Hall of Fame, Seattle

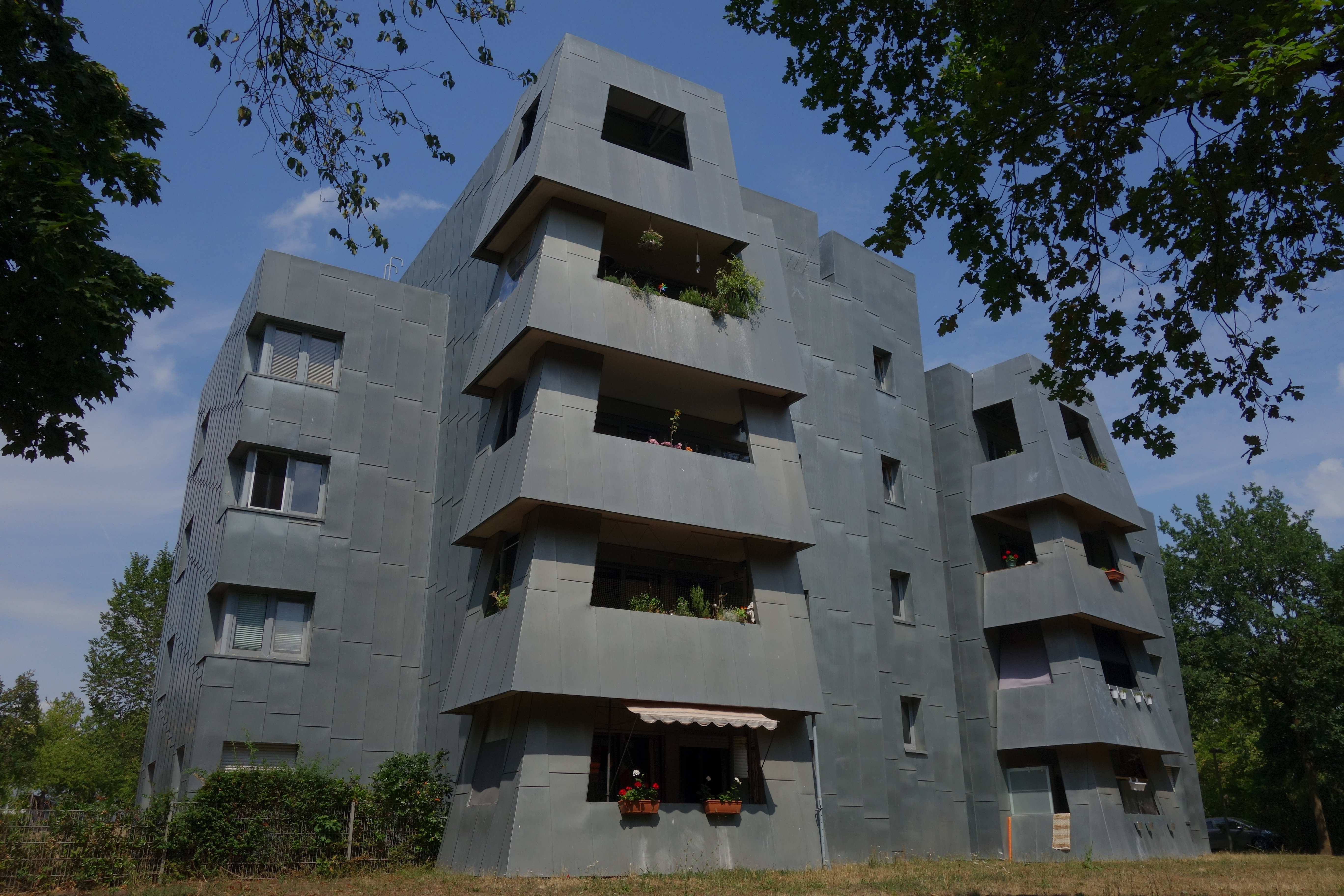
Edilizia residenziale pubblica in Francoforte.

### Completate

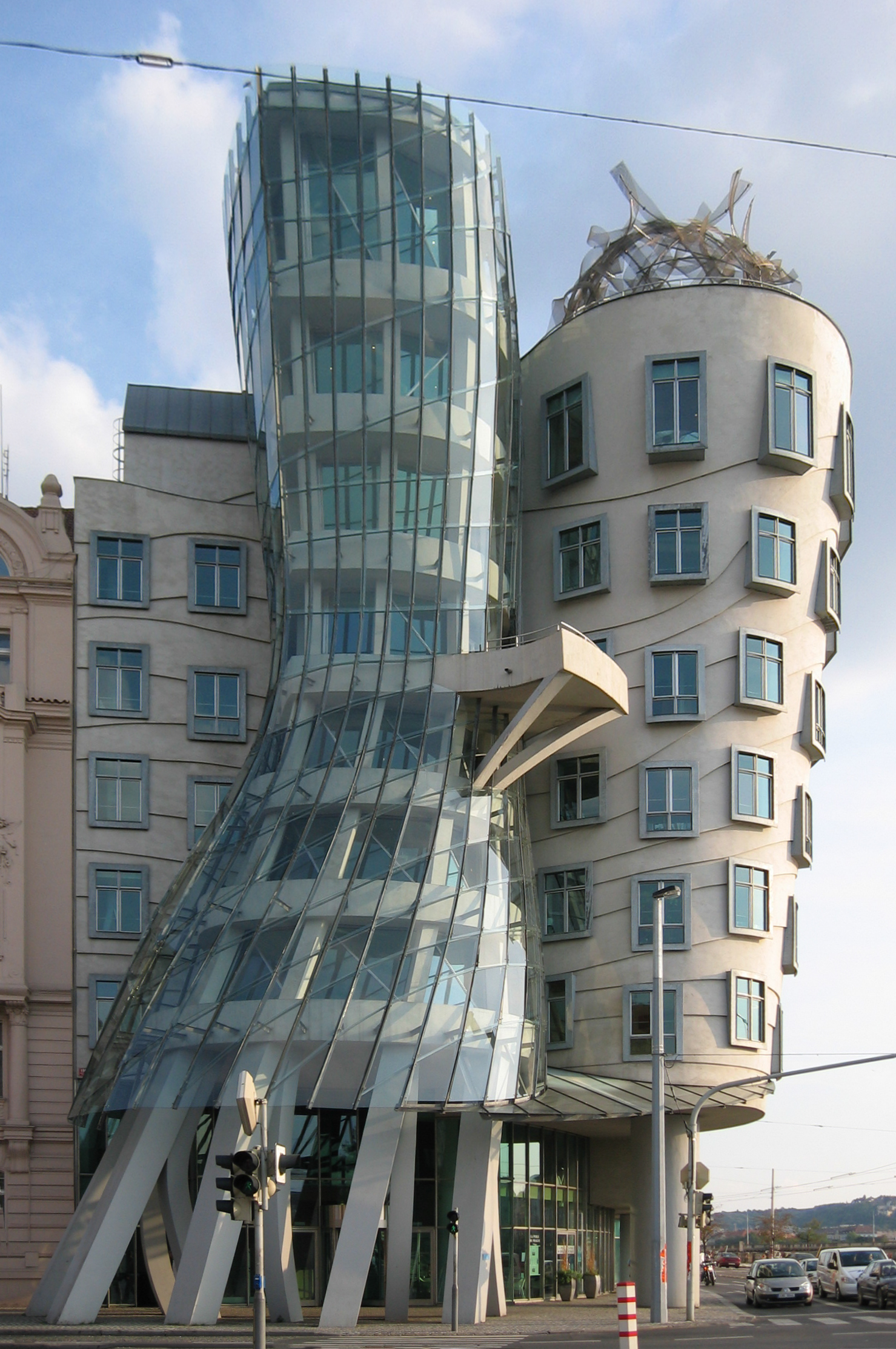
Casa danzante, Praga

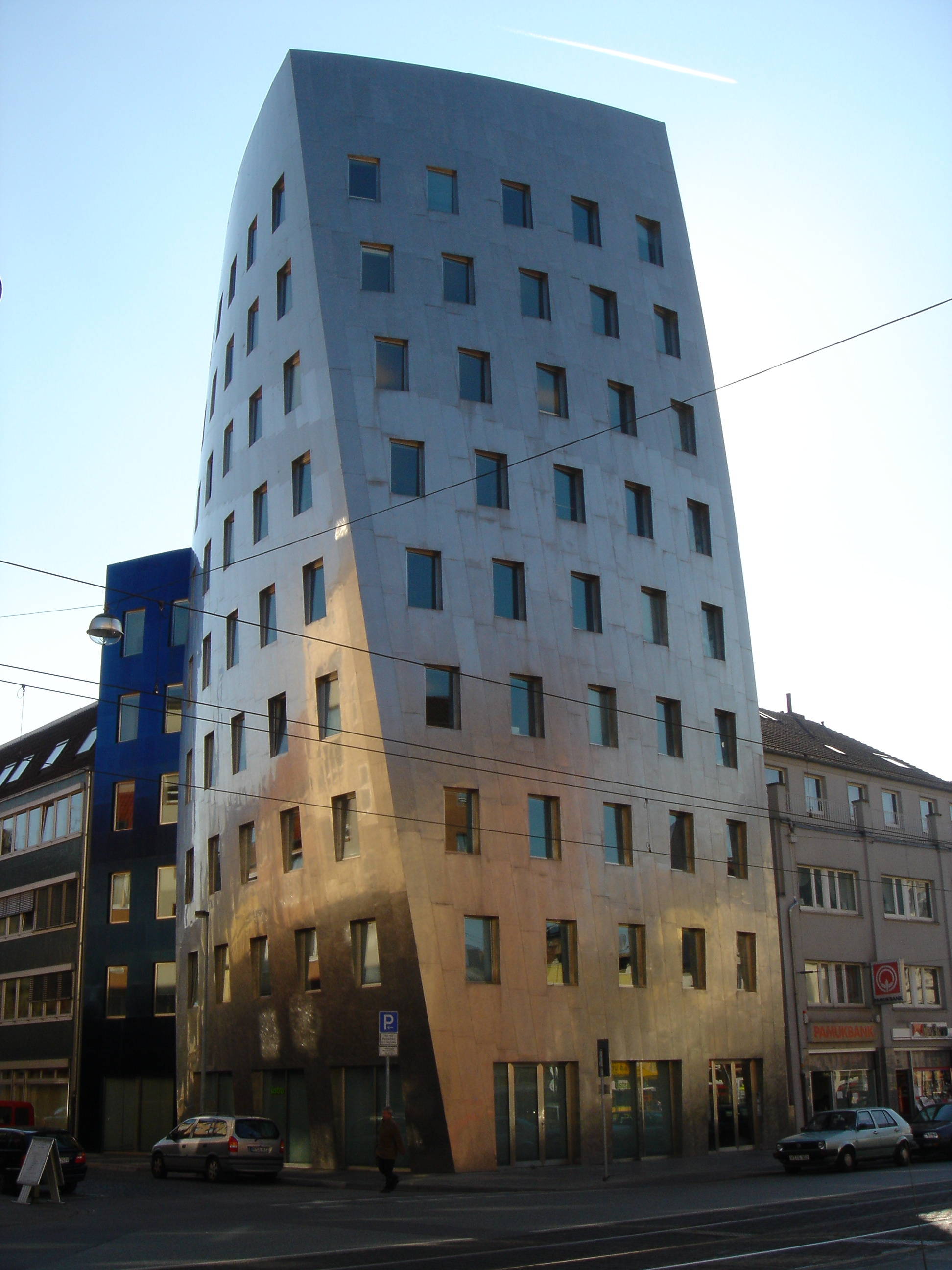
Gehry Tower, Hannover

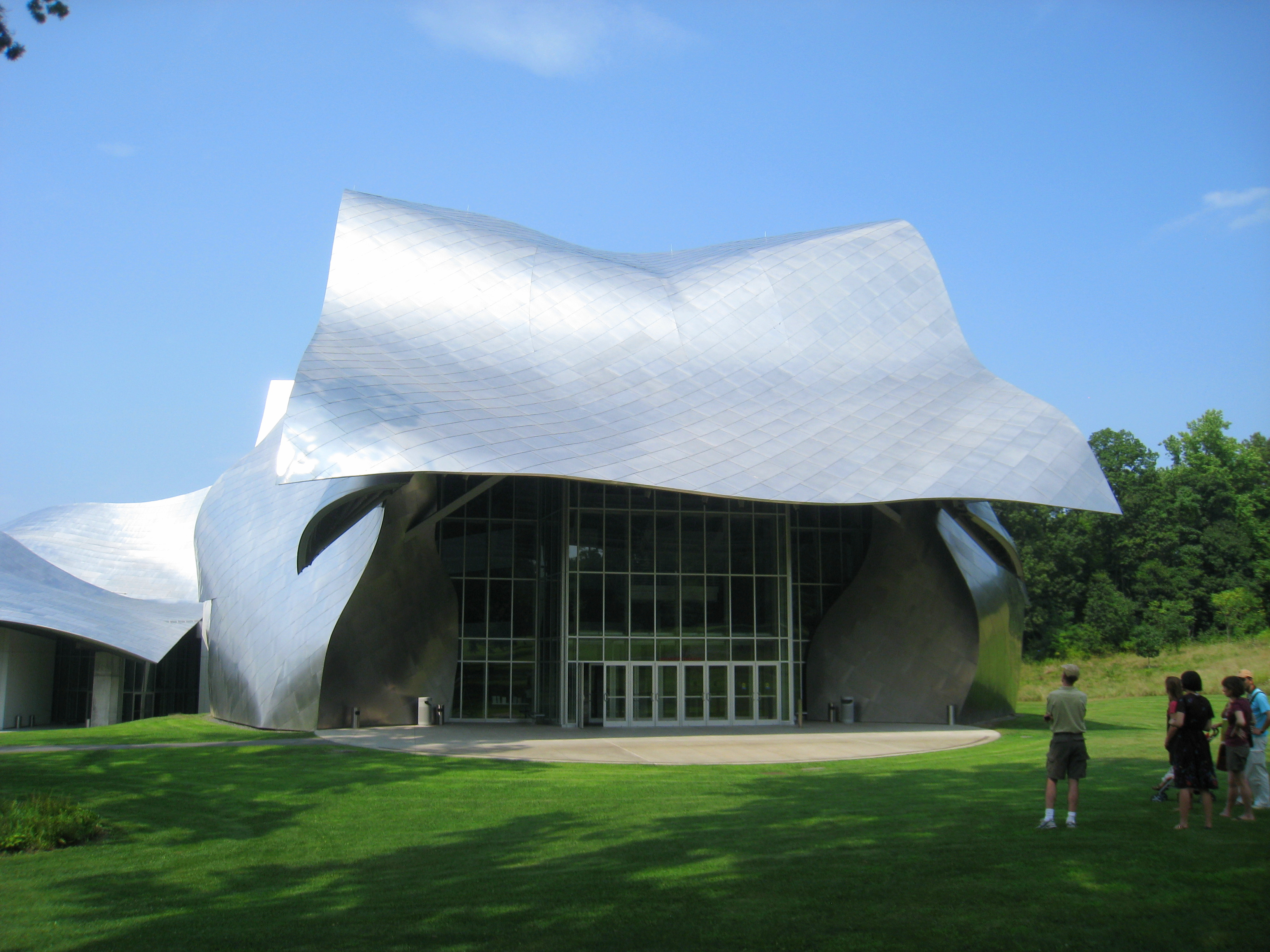
Richard B. Fisher Center for the Performing Arts, Annandale-on-Hudson, New York

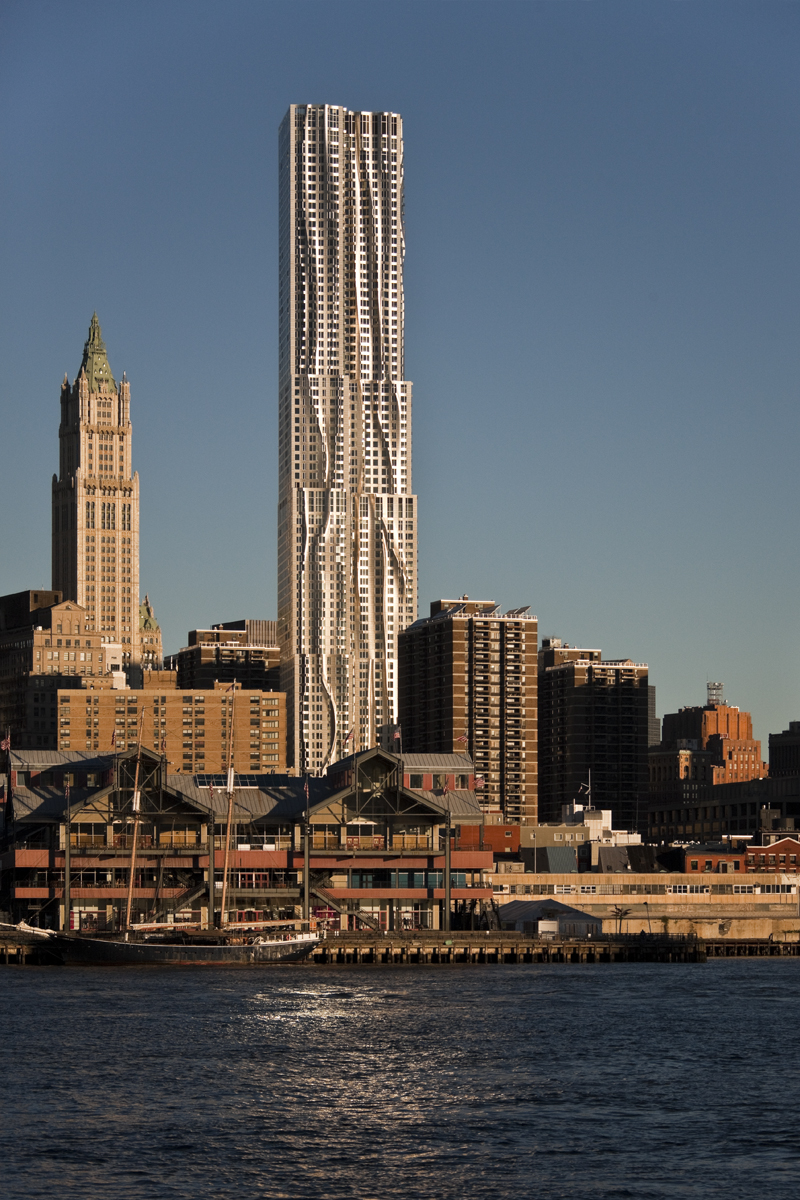
Beekman Tower (New York)

- Ronald Davis Studio & Residence, Malibu, California (1971-1972)
- Easy Edges furniture series (1972)
- Exhibit Center, Merriweather Post Pavilion, and Rouse Company Headquarters, Columbia, Maryland (1974)
- Sleep Train Pavilion, Concord, California (1975)
- Harper House, Baltimore, Maryland (1977)
- Gehry Residence (1978)
- Loyola Law School, Los Angeles, California (1978-2002)
- Santa Monica Place, Santa Monica, California (1980)
- Cabrillo Marine Aquarium, San Pedro, Los Angeles, California (1981)
- Air and Space exhibit building, California Museum of Science and Industry, Los Angeles, California (1982-1984)
- Edgemar Retail Complex, Santa Monica, California (1984)
- Frances Howard Goldwyn Hollywood Regional Library, Hollywood, California (1985)
- Venice Beach House (1986)
- Chiat/Day Building, Venice, California (1985-1991)
- Yale Psychiatric Institute, New Haven, Connecticut (1989)
- Vitra Design Museum, Vitra premises, Weil am Rhein, Germania (1989)
- Frederick Weisman Museum of Art, University of Minnesota, Minneapolis, Minnesota (1993)
- Iowa Advanced Technology Laboratories, University of Iowa, Iowa City, Iowa (1987-1992)
- Festival Disney (ora Disney Village), Disneyland Paris, Parigi, Francia (1992)
- Center for the Visual Arts, University of Toledo, Toledo, Ohio (1993)
- American Center (attualmente Cinémathèque Française), Parigi, Francia (1994)
- Siedlung Goldstein, (162 flats, public building society), Francoforte, Germania (1994)
- Energie Forum Innovation, Bad Oeynhausen, Germania (1995)
- Fred and Ginger (Casa danzante), Praga, Repubblica Ceca (1995)
- Disney Ice (attualmente Anaheim Ice), Anaheim, California (1995)
- Team Disney Anaheim, Anaheim, California (1995)
- Guggenheim Museum Bilbao, Bilbao, Spagna (1997)
- Der Neue Zollhof, Düsseldorf, Germania (1999)
- University of Cincinnati Academic Health Center, University of Cincinnati, Cincinnati, Ohio (1999)
- Condé Nast Cafeteria, (Fourth floor of the Condé Nast Publishing Headquarters at Four Times Square), New York, New York (2000)
- DZ Bank building, Pariser Platz 3, Berlino, Germania (2000)
- Experience Music Project and Science Fiction Museum and Hall of Fame, Seattle, Washington (2000)
- Gehry Tower, Hannover, Germania (2001)
- Issey Miyake, (flagship store), New York, New York (2001)
- Peter B. Lewis Building, Weatherhead School of Management, Case Western Reserve University, Cleveland, Ohio (2002)
- Richard B. Fisher Center for the Performing Arts, Bard College, Annandale-on-Hudson, New York (2003)
- Maggie's Centre, Ninewells Hospital, Dundee, Scozia (2003)
- Walt Disney Concert Hall, Los Angeles, California (2003)
- Ray and Maria Stata Center, Massachusetts Institute of Technology, Cambridge, Massachusetts (2004)
- Jay Pritzker Pavilion, iaMillennium Park, Chicago, Illinois (2004)
- MARTa, Herford, Germania (2005)
- IAC/InterActiveCorp West Coast Headquarters, West Hollywood, California (2005)
- Brian Transeau House, Los Angeles, California
- Hotel Marqués de Riscal Vineyard, Elciego, Spagna (2006)
- IAC/InterActiveCorp Headquarters, New York, New York (2007)
- Mariza show stage, at the Walt Disney Concert Hall (2007)
- Art Gallery of Ontario (ristrutturazione), Toronto, Ontario, Canada (2008)
- Peter B. Lewis Library, Princeton University (2008)
- Serpentine Gallery Temporary Pavilion, Londra, Inghilterra (2008)
- Gehry Building, Novartis Pharma A.G. Campus, Basilea, Svizzera (2009)
- New World Center, Miami Beach, Florida (2010)
- Lou Ruvo Center for Brain Health, Las Vegas, Nevada (2010)
- Beekman Tower, New York, New York (2011)
- Opus Hong Kong, Hong Kong (2012)
- Biomuseo, Panama, Panama (2014)
- Fondazione Louis Vuitton, Parigi, Francia (2014)
- Dr Chau Chak Wing Building, Sydney, Australia (2015)
- Guggenheim Abu Dhabi, Abu Dhabi, Emirati Arabi Uniti (2017)
- Dwight D. Eisenhower Memorial, Washington D.C. (2020)

### In costruzione
- The Library Building, Clapham 1, Londra
- Ohr-O'Keefe Museum Of Art, Biloxi, Mississippi
- Gary Player's Saadiyat Beach Golf Course Clubhouse, Abu Dhabi, Emirati Arabi Uniti
- Frank Gehry Visitor Center at Hall Napa Valley, Saint Helena, California
- The Carrie Hamilton Theatre, Pasadena Playhouse, Pasadena, California
- World Trade Center site Performing Arts Complex, New York, New York
- Philadelphia Museum of Art, Filadelfia, Pennsylvania
- Cultural Center, Łódź, Polonia
- Suna Kıraç Cultural Center, Istanbul, Turchia
- Atlantic Yards, New York, New York
- Grand Avenue Project, Los Angeles, California
- The Point (Five Star Hotel & Event Center), Lehi, Utah
- Faculty of Business, University of Technology, Sydney, Australia
- Luxury hotel, apartments and offices, Sønderborg, Danimarca
- Le Parc des Ateliers SNCF, Arles, Francia

## Mostre
- 1980 - Partecipa alla Biennale di Venezia
- 1985 - Partecipa alla Biennale di Venezia e a quella di Parigi
- 1988 - Espone alla Triennale di Milano
- 1991 - Partecipa alla Biennale di Venezia
- 2009 - È protagonista di una mostra a tema alla Triennale di Milano

## Premi e riconoscimenti
- 1983 - Premio Arnold W. Brunner Memorial conferito dall'American Academy of Arts and Letters
- 1989 - Premio Pritzker
- 1990 - Premio di architettura conferito dal California Arts Council
- 1991 - Riconoscimento alla carriera da parte del senato dell'Ohio
- 1992 - Premio imperiale della Japan Art Association
- 1996 - Master of Architecture onorario al Southern California Institute of Architecture di Los Angeles
- 2008 - Leone d'oro alla carriera alla Mostra internazionale di architettura di Venezia